# Johann Jakob Biedermann
Pour les articles homonymes, voir Biedermann.
Johann Jakob Biedermann ou Bidermann, né le 7 août 1763 à Winterthour et mort le 10 avril 1830 à Zurich, est un artiste peintre suisse, graveur et aquafortiste.

## Biographie
Johann Jakob Biedermann reçoit ses premières leçons de dessin de Johann Rudolph Schellenberg. En 1778, il est l'élève du peintre animalier et de paysage Heinrich Rieter (de) à Berne. Il devient ensuite professeur de dessin et portraitiste. En 1783, il séjourne à Lausanne et Genève. L'invasion des troupes françaises en 1798 force Biedermann à interrompre temporairement son activité artistique.
À partir de 1796, Johann Jakob Biedermann entreprend la représentation des principales villes de Suisse. Il effectue ensuite de nombreux voyages d'études : Zurich 1801, Paris 1802, Constance 1802-1807, où il peint des paysages et des portraits, notamment celui de Ignaz Heinrich von Wessenberg. En 1807, il va à Francfort-sur-le-Main, 1807-1814 à Bâle et 1814-1824 à Constance. Il vit ses trois dernières années à Zurich.